# SERIOUS (Snow Manの曲)
『SERIOUS』（シリアス）は、Snow Manの12枚目のシングル。2025年7月23日にMENT RECORDINGからリリースされた。

## 概要
前作『BREAKOUT/君は僕のもの』から約1年ぶりのリリース。6月7日に日産スタジアムで行われた『Snow Man 1st Stadium Live〜Snow World〜』のMC中に行われた公式YouTubeでの生配信「Snow Man 1st Stadium Live 'Snow World'〜日産スタジアムからちょっとだけ生配信するよ〜」で、リーダーの岩本照から本作品の発売決定がファンに直接サプライズ発表された。また、表題作が渡辺翔太が主演する7月25日公開の映画『事故物件ゾク 恐い間取り』の主題歌に起用されることもあわせて発表され、CDのジャケット写真も公開された。Xでは「新曲披露」「ニューシングル」がトレンド入りし、最大同時接続者数は56.1万人超を記録。生配信終了後には「SERIOUS」が会場で初披露された。
「SERIOUS」は、ミステリアスな雰囲気のあるR&B調のダンスナンバー。ホラー映画の主題歌ということもあり、映画の世界観とリンクするような不気味な音や叫び声などが随所に散りばめられているが、「ゾクっとする」ホラー感は大事にされながらも、その雰囲気にあまり引っ張られすぎないようにと打ち合わせが重ねられた。目黒蓮から「主人公目線の歌詞ってあるけど、お化け側の視点の歌詞も面白くない？」という案が出されたことから、“惹きつける存在＝僕”が、“興味を持ち始めた君”を じわじわと支配していくといった様子が歌詞で綴られることになり、その結果、ゾクゾクとした引力と謎めいた世界観は残しつつも、ポップで親しみやすいユニークな楽曲に仕上がった。Aメロは囁くような目黒の歌い出しから始まっており、1番のサビでは映画の主演を務める渡辺がセンターポジションで歌唱している。
MVはYUANNが監督を務め、振付は「EMPIRE」の振り付けも手掛けたKENSHO MURAKAMI（kEnkEn）が担当。謎めいた洋館を舞台に、デフォルメされた幽霊やモンスターが登場するようなホラーでポップな世界観が構築されており、目黒は洋館の壁を上りながら、ラウールは操り人形と同じ格好で、岩本はおばけに追いかけられながらなど、9人それぞれが奇妙な世界の中で歌っている。ダンスはアイソレーションや楽曲の世界観に合った不思議な動きが多く取り入れられ、途中にはマイケル・ジャクソンの「Thriller」をインスパイアしたと思われる振付も含まれている。また、サビが終わった後のパートではSnow Manが得意とするフォーメーションダンスや、狭い細い路地でも一糸乱れぬステップで前進していく一体感のあるダンスなどを見ることができる。6月8日の深夜にティザー映像が公式Instagramで公開されると、今までにはない雰囲気の映像にファンの間の期待感も高まり、6月12日午後8時にMV本編がYouTubeでプレミア公開されると、再生回数は6月20日には2000回、7月25日時点では3000回も超えていた。なお、宮舘涼太については撮影時に足を負傷したため、一部ダンスシーンなどで出演を見合わせていることが発表された。映画の公式Instagramでは渡辺が共演者である畑芽育や加藤諒とともに「SERIOUS」ダンスを踊る様子が公開されていたが、7月7日にはダンスプラクティス動画も公開され、公式TikTokではメンバーによる振付講座の動画も公開された。
8月1日から「SERIOUS」「Jack In The Box」「夏色花火」のダウンロード&ストリーミング配信が開始された。

## 特典
初回盤A、初回盤B、通常盤初回仕様にはスリーブ仕様に加え、形態別全3種類の特典動画が視聴できるシリアルナンバーを封入（通常盤初回仕様にはフォトブックも付属）。
- CD購入者特典[31]
  - 初回盤A:すのぷくシール（SERIOUS ver）
  - 初回盤B:じゃんけんカード（27枚セット）
  - 通常盤:ソロアザージャケット（蛇腹仕様）

## 収録内容
クレジット出典

### CD

#### 初回盤A
1. SERIOUS［3:24］
作詞：KENTZ / 作曲：KENTZ、Erde、Phoenix Storm / 編曲：KENTZ、Erde
渡辺翔太主演映画『事故物件ゾク 恐い間取り』主題歌[16]。
2. Jack In The Box［2:56］
作詞：katsuki.CF、作曲：TARO MIZOTE、katsuki.CF / 編曲： TARO MIZOTE
エレクトロ・ヒップホップ[12][22]。クールでダークなサウンドで、よく聴くと誰もが知っている言葉が聴こえるような中毒性のある楽曲[12][22]。タイトルは「ビックリ箱」や「予期せぬ出来事」などの意味がある[34]。

#### 初回盤B
1. SERIOUS
2. 夏色花火［4:11］
作詞・作曲・編曲：渡辺拓也
日本の夏の風景を思い浮かぶ壮大で儚い雰囲気のミディアムバラード[12]。渡辺の歌い出しで始まり、9人がリレーのように歌い紡いでいる[22]。

#### 通常盤
1. SERIOUS
2. Jack In The Box
3. 夏色花火
4. ばきゅん［3:53］
作詞：kosuke / 作曲・編曲：Kenichi Sakamuro
青春感のある王道ポップソングで、歌詞にはメンバーの名前が隠されている[22]。
5. SERIOUS（Instrumental）
6. Jack In The Box（Instrumental）
7. 夏色花火（Instrumental）
8. ばきゅん（Instrumental）

### DVD

#### 初回盤A
- 「SERIOUS」Music Video
- 「Jack In The Box」Performance Video
全員で円になり、メンバーがじゃんけんやあっちむいてほいの動作をクールに取り入れた振付を踊る映像[35]。
- Behind The Scenes

#### 初回盤B
- 「SERIOUS」マルチアングル映像from Snow Man 1st Stadium Live Snow World
スタジアムライブで初披露した際のマルチアングル映像[22]。
- 一番度胸があるのは誰だ!?【肝っ玉キング決定戦】
バラエティ企画[22]。

## チャート成績
オリコンでは店着日である7月22日付「オリコンデイリーシングルランキング」で、65.4万枚を売り上げ1位を獲得。初日だけで乃木坂46が『歩道橋』で記録していた48.4万枚を超え、今年度最高初週売上を記録した。その後、7月29日に発表された8月4日付け「オリコンウィークリーランキング」では初週売上88.1万枚を記録し、「シングル初週売上80万枚超え作品数」で男性アーティスト史上初となる通算9作目の初週売上80万枚超えを達成した。